# 天骄街道 (鄂尔多斯市)
天骄街道，是中华人民共和国内蒙古自治区鄂尔多斯市东胜区下辖的一个乡镇级行政单位。

## 行政区划
天骄街道下辖以下地区：
天骄社区、铁路社区、大桥社区、铁西社区和大庙梁村。